# Darkoneta
Darkoneta là một chi nhện trong họ Leptonetidae.